# Ring of Honor
Ring of Honor (ROH) é uma promoção de luta livre profissional americana com sede em Jacksonville, Flórida. A promoção foi fundada por Rob Feinstein em 23 de fevereiro de 2002 e operada por Cary Silkin de 2004 a 2011, quando a promoção foi vendida para o Sinclair Broadcast Group. Depois que um acordo foi fechado em março de 2022, a ROH foi oficialmente vendida para o fundador, coproprietário, presidente e CEO da All Elite Wrestling (AEW), Tony Khan, dois meses depois.
Ao longo da década de 2010, o Ring of Honor foi considerado uma grande promoção de wrestling nos Estados Unidos, ao lado da WWE e do Total Nonstop Action Wrestling (TNA). Sob a propriedade do Sinclair Broadcast Group, a ROH iniciou acordos de compartilhamento de talentos com empresas de luta livre fora dos Estados Unidos, expandiu sua visibilidade na televisão por meio das estações de transmissão da Sinclair e, eventualmente, estabeleceu seu próprio serviço de streaming em 2018 chamado Honor Club. Mas com o passar do tempo e a indústria viu a criação e subseqüente ascensão da All Elite Wrestling (AEW), a ROH seria vista como uma promoção menor em comparação com a WWE e a AEW, com seus grandes apoios financeiros e acordos de televisão nos Estados Unidos, fazendo com que a popularidade da ROH diminuísse.

## História

### 2002–2011: Formação e primeiros anos
Em abril de 2001, a empresa de distribuição de vídeos de wrestling profissional RF Video precisava de uma nova promoção para liderar suas vendas de vídeos quando seu best-seller - Extreme Championship Wrestling (ECW) - fechou e a WWE comprou seus ativos. A RF Video também gravou eventos realizados por outras promoções de luta livre regionais menos populares; vendia-os por meio de seu catálogo e site. Depois de meses tentando ingressar na Combat Zone Wrestling (CZW), o proprietário da RF Video, Rob Feinstein, decidiu preencher o vazio da ECW iniciando sua própria promoção de luta livre profissional e distribuindo suas produções feitas para DVD/VHS exclusivamente através da RF Video. O primeiro evento, intitulado The Era of Honor Begins, aconteceu em 23 de fevereiro de 2002, na Filadélfia, a antiga sede da ECW. Apresentou nove lutas, incluindo uma luta entre Eddy Guerrero e Super Crazy pelo Campeonato Intercontinental dos Pesos Pesados da IWA e uma luta triple threat entre Christopher Daniels, Bryan Danielson e Low Ki (que se tornariam conhecidos como os "pais fundadores da ROH"). Em seu primeiro ano de operação, o Ring of Honor se limitou a realizar eventos ao vivo em um número limitado de locais e cidades - principalmente no nordeste dos Estados Unidos. Dez shows foram exibidos na Filadélfia, dois em Wakefield, Massachusetts; um na área metropolitana de Pittsburgh, Pensilvânia; e, um em Queens, Nova York. Em 2003, a ROH se expandiu para outras áreas dos Estados Unidos, incluindo Ohio, Nova Jersey, Connecticut e Maryland. Na Flórida, a ROH apoiou o Full Impact Pro, que serviria como promoção irmã até 2009. Também começou a construir sua identidade internacional co-promovendo um evento com a Frontier Wrestling Alliance em Londres, Inglaterra, em 17 de maio de 2003.
Em 2004, Feinstein foi pego em uma operação policial baseada na Internet, na qual ele supostamente tentou solicitar sexo na Internet de uma pessoa que ele pensava ser um menino menor de idade (mas na verdade era um adulto, se passando por menor). Depois que isso foi divulgado por alguns meios de comunicação, Feinstein renunciou à ROH em março de 2004. Após o escândalo, a Total Nonstop Action Wrestling (TNA) encerrou seu contrato de compartilhamento de talentos com a Ring of Honor, retirando abruptamente todos os seus lutadores contratados de seus compromissos anteriores de se apresentar em shows da ROH - incluindo os principais sorteios da ROH A.J. Styles e Christopher Daniels, que conquistaram ou estavam prestes a conquistar campeonatos da ROH. Doug Gentry acabou comprando a participação de Feinstein na ROH, e depois a vendeu para Cary Silkin. A ROH então iniciou suas próprias operações de venda por correspondência e lojas online, que vendiam DVDs de seus eventos ao vivo, além de entrevistas (apelidadas de The Straight Shootin' Series) com lutadores e empresários, DVDs de SHIMMER (que serviriam como uma segunda promoção irmã de 2005 a 2010) e até mesmo alguns produtos de concorrentes, como Pro Wrestling Guerrilla. Sob Silkin, a ROH se ramificou em todo o mundo.
Em 23 de janeiro de 2007, a ROH anunciou planos para uma turnê japonesa, resultando em um show em 16 de julho em Tóquio chamado "Live In Tokyo", co-promovido com Pro Wrestling Noah e um show em 17 de julho chamado "Live In Osaka" em Osaka co-promoveu com Dragon Gate.
Em 2 de maio de 2007, a Ring of Honor anunciou a assinatura de um contrato de PPV e VOD com a G-Funk Sports & Entertainment para trazer a ROH para as casas com In Demand Networks, TVN e Dish Network. O acordo exigia que seis eventos pay-per-view gravados fossem ao ar a cada 60 dias. Por causa da mudança para pay-per-view, a TNA Wrestling imediatamente retirou suas estrelas contratadas (Austin Aries, Christopher Daniels e Homicide) dos shows da ROH. O primeiro pay-per-view, intitulado "Respect is Earned", gravado em 12 de maio, foi ao ar pela primeira vez em 1º de julho na Dish Network.
Ring of Honor continuou a se expandir ao longo de 2008, estreando em Orlando, Flórida em 28 de março para Dragon Gate Challenge II, em Manassas, Virgínia em 9 de maio para Southern Navigation e em Toronto, Ontário em 25 de julho para Northern Navigation. Em 10 de maio de 2008, o Ring of Honor estabeleceu um recorde de público em seu show de estreia, A New Level, no Hammerstein Ballroom no Manhattan Center em Nova York. Tinha planos para shows em St. Louis, Missouri, Nashville, Tennessee e Montreal antes do final de 2008. Em 26 de outubro de 2008, a empresa anunciou a saída de Gabe Sapolsky e sua substituição por Adam Pearce.
Em 26 de janeiro de 2009, a Ring of Honor anunciou que havia assinado um acordo com a HDNet Fights para um programa de televisão semanal. As primeiras gravações do Ring of Honor Wrestling ocorreram em 28 de fevereiro e 1º de março de 2009, na The Arena na Filadélfia, Pensilvânia, e a série estreou na HDNet em 21 de março de 2009. Depois de quase um ano produzindo programas de televisão semanais , RoH anunciou em 20 de janeiro de 2010, que encomendaria um novo título, o Campeonato Mundial de Televisão da ROH, a ser decidido em um torneio de oito lutadores começando em 5 de fevereiro de 2010 e terminando em 6 de fevereiro de 2010, em seu programa Ring of Honor Wrestling. Devido a uma nevasca, no entanto, a segunda metade do torneio não aconteceu até 5 de março de 2010, quando Eddie Edwards derrotou Davey Richards nas finais.
Em 15 de agosto de 2010, a Ring of Honor demitiu o booker principal Adam Pearce e o substituiu por Hunter Johnston, que luta pela empresa sob o nome de ringue Delirious. Em 8 de setembro de 2010, a Ring of Honor e a Ohio Valley Wrestling anunciaram uma relação de trabalho entre as duas empresas.
Em 11 de janeiro de 2011, a Ring of Honor anunciou o fim da Ring of Honor Wrestling, após a conclusão do contrato de dois anos da promoção com a HDNet. As gravações finais do programa aconteceriam nos dias 21 e 22 de janeiro, com o episódio final indo ao ar em 4 de abril de 2011.

### 2011–2019: Aquisição pela Sinclair e expansão

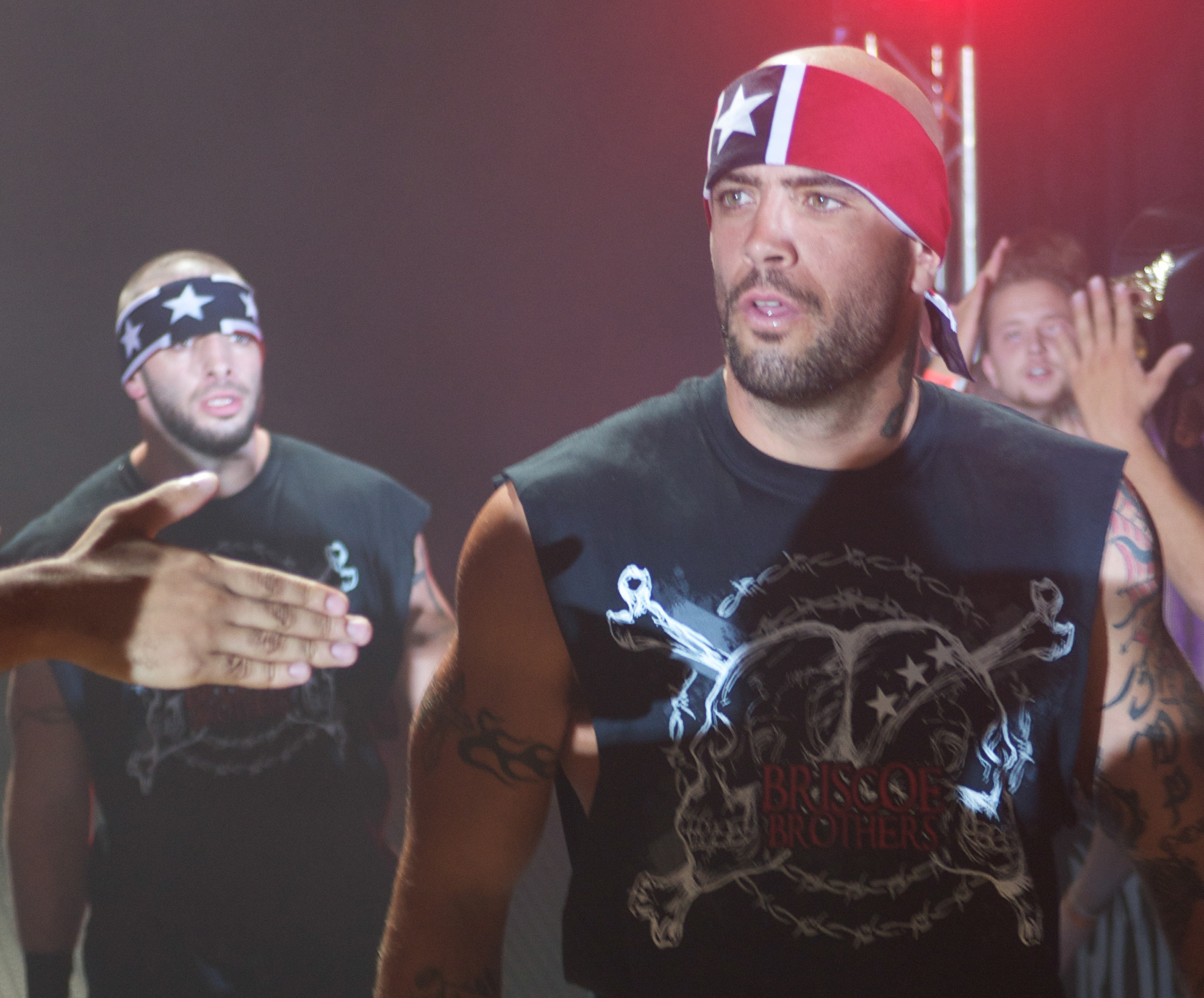
The Briscoe Brothers, Mark e Jay, lutaram na ROH desde o primeiro show da promoção.

Em 21 de maio de 2011, a Ring of Honor e o Sinclair Broadcast Group anunciaram que a operadora de transmissão havia comprado a ROH, com o ex-proprietário Cary Silkin permanecendo na empresa em uma função executiva. A programação da promoção começou a ir ao ar no fim de semana de 24 de setembro de 2011, com um relançamento do Ring of Honor Wrestling em várias estações pertencentes ou operadas pela Sinclair; o programa vai ao ar principalmente nas tardes de sábado ou domingo ou tarde da noite, ou no horário nobre em algumas das afiliadas de Sinclair CW e MyNetworkTV (já que essas redes não exibem programação nas noites de fim de semana).
Em 22 de junho, a Ring of Honor realizou seu primeiro evento pay-per-view ao vivo, Best in the World, no Nashville State Fairgrounds em Nashville, Tennessee. Em setembro, Sinclair começou a distribuir ROH para outras estações; o primeiro acordo foi fechado com a WATL, uma estação de propriedade da Gannett em Atlanta, que começou a transmitir a ROH em 13 de setembro de 2014.
Em 27 de outubro de 2014, a ROH anunciou um acordo de licenciamento de brinquedos com a Figures Toy Company, que veria a distribuição de bonecos de ação baseados nos lutadores do Ring of Honor, réplicas de cinturões e muito mais.
Em 27 de maio de 2015, a ROH anunciou um contrato de televisão de 26 semanas com a Destination America, começando em 3 de junho.
Em 13 de dezembro de 2015, a ROH anunciou uma parceria com a promoção Pro Wrestling Guerrilla (PWG) do sul da Califórnia, que permitiria que os lutadores contratados pela ROH continuassem trabalhando para a PWG. Em 30 de agosto de 2016, a ROH anunciou a criação de um novo título, o Campeonato Mundial de Duplas de Seis Homens da ROH. Os campeões inaugurais foram coroados em dezembro.
Em 9 de novembro de 2017, ROH COO Joe Koff anunciou que a ROH estaria desenvolvendo um serviço de streaming OTT, semelhante à WWE Network e à Global Wrestling Network da Impact Wrestling. O serviço, Honor Club, seria revelado em 2 de fevereiro de 2018 e lançado em 19 de fevereiro. No Final Battle 2017, em 15 de dezembro de 2017, a ROH anunciou a criação do Campeonato Mundial Women of Honor, somando seu quinto campeonato e o primeiro para seu elenco feminino.
Em 1º de setembro de 2018, os lutadores da ROH Cody Rhodes e The Young Bucks (Matt e Nick Jackson) promoveram e lutaram no All In - um evento produzido em colaboração com a ROH, apresentando lutadores de várias promoções que atraíram mais de 11.000 fãs no subúrbio de Chicago. Este foi o primeiro evento de wrestling profissional dos Estados Unidos não promovido pela WWE ou pela extinta World Championship Wrestling (WCW) a atingir a marca de 10.000 participantes desde os anos 1990. Também em 2018, a ROH e o parceiro de longa data New Japan Pro-Wrestling (NJPW) anunciaram um evento conjunto no Madison Square Garden em Nova York chamado G1 Supercard, que foi realizado em 6 de abril de 2019. O evento esgotou rapidamente e se tornou o maior e mais concorrido evento da história da ROH.

### 2019–2021: Saídas, efeitos da COVID-19 e hiato
No início de 2019, Rhodes, os Bucks e vários outros talentos deixaram a empresa para iniciar sua própria promoção - All Elite Wrestling (AEW). A saída do maior talento da Ring of Honor para a AEW foi vista por muitos jornalistas e comentaristas de luta livre como o início de um declínio para a promoção em 2019. Muitas das críticas se concentraram no reinado do então Campeão Mundial da ROH Matt Taven. A ROH teve menos compras de PPV e uma frequência reduzida de shows ao vivo naquele ano. De acordo com Dave Meltzer, a média de público em shows ao vivo da ROH em 2019 foi de 1.082 - menor do que suas médias em 2018 e 2017. Em outubro de 2019, o produtor/agente rodoviário da ROH Joey Mercury renunciou em protesto, criticando a ROH por falta de direção criativa e também por não ter protocolo de concussão para lutadores. Mercury revelaria que a ROH permitiu que a então campeã do Women of Honor Kelly Klein lutasse depois de sofrer uma concussão durante um evento de 26 de outubro de 2019. Klein procurou tratamento médico após sofrer sintomas de síndrome pós-concussão. Ela não seria contratada pelo resto do ano e seu contrato expiraria em dezembro.
Em janeiro de 2020, a Ring of Honor assinou novamente com Marty Scurll; o negócio foi considerado o mais lucrativo da história da ROH. Além de lutador, Scurll também se tornou head booker, trabalhando com o booker de longa data Hunter "Delirious" Johnston. O acordo de Scurll permitiu que ele continuasse a fazer aparições na New Japan Pro-Wrestling e na National Wrestling Alliance, onde começou uma rivalidade promocional cruzada com o Campeão Mundial dos Pesos Pesados da NWA Nick Aldis. No entanto, durante o movimento Speaking Out, Scurll foi acusado de se aproveitar de uma garota de 16 anos que estava embriagada. Scurll divulgaria duas declarações nas quais não negava as acusações, mas afirmava que o encontro foi consensual. Em 25 de junho, a promoção anunciou que iniciou uma investigação sobre as alegações, e Scurll foi removido de seu cargo de booker. Em janeiro de 2021, a Ring of Honor anunciou que Marty Scurll não estava mais sob contrato depois que as duas partes concordaram mutuamente em se separar.
Em 31 de janeiro de 2020, a Ring of Honor anunciou o retorno do Campeonato Puro da ROH, com um torneio para coroar o primeiro campeão desde 2006. No mês seguinte, a promoção anunciou outro torneio para coroar uma nova Campeã Mundial Feminino da ROH, após o desativação do título do Campeonato Mundial Women of Honor. No entanto, em resposta à pandemia de COVID-19 de 2020, a Ring of Honor adiaria os eventos ao vivo a partir de março.
As gravações de televisão para o Ring of Honor Wrestling seriam retomadas em agosto no Chesapeake Employers Insurance Arena (anteriormente conhecido como UMBC Event Center) da base da promoção em Maryland, mas sem a presença de fãs. Novos episódios começariam a distribuição em 12 de setembro, com um formato reformulado, e o início do torneio Pure title.[75][76] Dez dias antes, a Ring of Honor lançou um canal gratuito de televisão com suporte de anúncios (FAST) no serviço de streaming de propriedade da Sinclair, Stirr, chamado "ROH Best On The Planet".[74][77] A Batalha Final seria o único evento pay-per-view da promoção em 2020, enquanto o público ao vivo retornaria em 11 de julho de 2021, no Best in the World.[74]

## Campeonatos e conquistas

### Atuais campeões
| Campeonato                              | Atuais campeões | Atuais campeões                                      | Reinado     | Data da vitória        | Dias  | Localização             | Notas | Ref.   |
| --------------------------------------- | --------------- | ---------------------------------------------------- | ----------- | ---------------------- | ----- | ----------------------- | --- | ------ |
| ROH World Championship                  |                 | Claudio Castagnoli                                   | 2           | 10 de dezembro de 2022 | 868+  | Arlington, Texas        | Derrotou Chris Jericho no Final Battle. | [ 57 ] |
| ROH Women's World Championship          |                 | Athena                                               | 1           | 10 de dezembro de 2022 | 868+  | Arlington, Texas        | Derrotou Mercedes Martinez no Final Battle. | [ 57 ] |
| ROH World Television Championship       |                 | Samoa Joe                                            | 1           | 13 de abril de 2022    | 1109+ | Nova Orleans, Louisiana | Derrotou Minoru Suzuki no Dynamite. | [ 58 ] |
| ROH Pure Championship                   |                 | Katsuyori Shibata                                    | 1           | 31 de março de 2023    | 757+  | Los Angeles, Califórnia | Derrotou Wheeler Yuta no Supercard of Honor. | [ 59 ] |
| ROH World Tag Team Championship         |                 | The Lucha Brothers (Penta El Zero Miedo e Rey Fénix) | 1           | 31 de março de 2023    | 757+  | Los Angeles, Califórnia | Derrotaram Aussie Open (Kyle Fletcher e Mark Davis), La Facción Ingobernable (Dralistico e Rush), Top Flight (Dante Martin e Darius Martin), The Kingdom (Matt Taven e Mike Bennett) em uma luta de escadas "Reach For The Sky" no Supercard of Honor par vencerem os títulos vagos. | [ 59 ] |
| ROH World Six-Man Tag Team Championship |                 | The Embassy (Brian Cage, Kaun e Toa Liona)           | 1 (1, 2, 1) | 10 de dezembro de 2022 | 868+  | Arlington, Texas        | Derrotaram Dalton Castle e The Boys (Brandon e Brent) no Final Battle. | [ 57 ] |

### Campeonatos aposentados
| Campeonato                                | Último campeão | Notas |
| ----------------------------------------- | -------------- | --- |
| Campeonato Mundial Women of Honor         | Kelly Klein    | Aposentou-se após a demissão da campeã Kelly Klein. O título foi substituído pelo novo Campeonato Mundial Feminino da ROH. |
| Campeonato Top of the Class Trophy da ROH | Rhett Titus    | O campeonato foi posteriormente abandonado após a vitória de Titus.                                                        |

### Outras realizações
| Realização              | Vencedor(es) atual(is) | Data vencida       | Localização                | Evento |
| ----------------------- | ---------------------- | ------------------ | -------------------------- | --- |
| Survival of the Fittest | Bandido                | N/A                | Baltimore, Maryland        | Ring of Honor WrestlingO episódio foi ao ar em 26 de junho de 2021, mas a data exata em que o episódio ocorreu é desconhecida, já que a ROH realizou gravações de arena vazias no primeiro semestre de 2021, após voltar de um hiato de cinco meses devido à pandemia de COVID-19. |
| Honor Rumble            | Alex Zayne             | September 12, 2021 | Philadelphia, Pennsylvania | Death Before Dishonor XVIII (Pré-show) |